# Golbol
El golbol o gólbol (del inglés goalball)  es un deporte creado específicamente para personas ciegas o con baja visión. Participan dos equipos de tres jugadores. El juego se basa principalmente en el sentido auditivo para detectar la trayectoria de la pelota, la cual lleva en su interior cascabeles que suenan al movimiento del balón; por lo que este deporte requiere una gran capacidad de orientación espacial para poder interceptar el balón, situarse estratégicamente en el campo y realizar el lanzamiento. Un dato a destacar es que todos los jugadores llevan antifaces opacos para igualar la falta de visibilidad de los participantes. En algunas competiciones los jugadores, además del antifaz, deben usar parches oclusivos.

## Origen
Este deporte fue desarrollado por el austriaco Hans Lorenzen y el alemán Sepp Reindle como parte de un programa de rehabilitación para discapacitados e inválidos de guerra, y se jugó por primera vez en 1946. En él podían tomar parte los veteranos ciegos, con el fin de desarrollar toda su capacidad de concentración y cualidades físicas.

## En los Juegos Paralímpicos
En los Juegos Paralímpicos de 1972 en Heidelberg (Alemania) fue uno de los deportes de demostración, entrando a formar parte del calendario oficial a partir de 1976 en Toronto (Canadá), en categoría masculina, y en 1984 en Nueva York (Estados Unidos) en la categoría femenina.
En 1981, en París, los representantes de más de 30 países participantes en deportes eran ciegos, forman la Federación Internacional de Deportes para Ciegos (IBSA). Un año después, la propia IBSA crea un subcomité de goalball, con el objetivo de unificar el deporte a nivel mundial y revisar los reglamentos periódicamente. La Asociación Internacional de Deportes para Ciegos (IBSA), a través del Subcomité de Goalball es el encargado de sancionar todos los campeonatos oficiales, así como de revisar el reglamento de juego cada cuatro años, realizar cursos de formación de Árbitros y Oficiales Menores y promover la práctica del goalball en todos los lugares del mundo.

## Terreno de juego
Durante el partido, se juegan dos tiempos de 12 minutos, cada equipo se sitúa en un lado de la pista, junto a la portería de 9 metros de ancho. El objetivo es, mediante el lanzamiento del balón con la mano, introducirlo en la portería del equipo rival. Cualquiera de los tres miembros del equipo intentará que el balón no entre en la portería. Todos los jugadores llevan antifaces opacos para igualar la visibilidad de todos los participantes.
La pista utilizada para goalball consistirá en un rectángulo de 18,00 metros de largo por 9,00 metros de ancho dividida en seis áreas. Todas las líneas del campo estarán marcadas en relieve para que sean reconocibles al tacto, con el fin de que los jugadores puedan orientarse con facilidad.

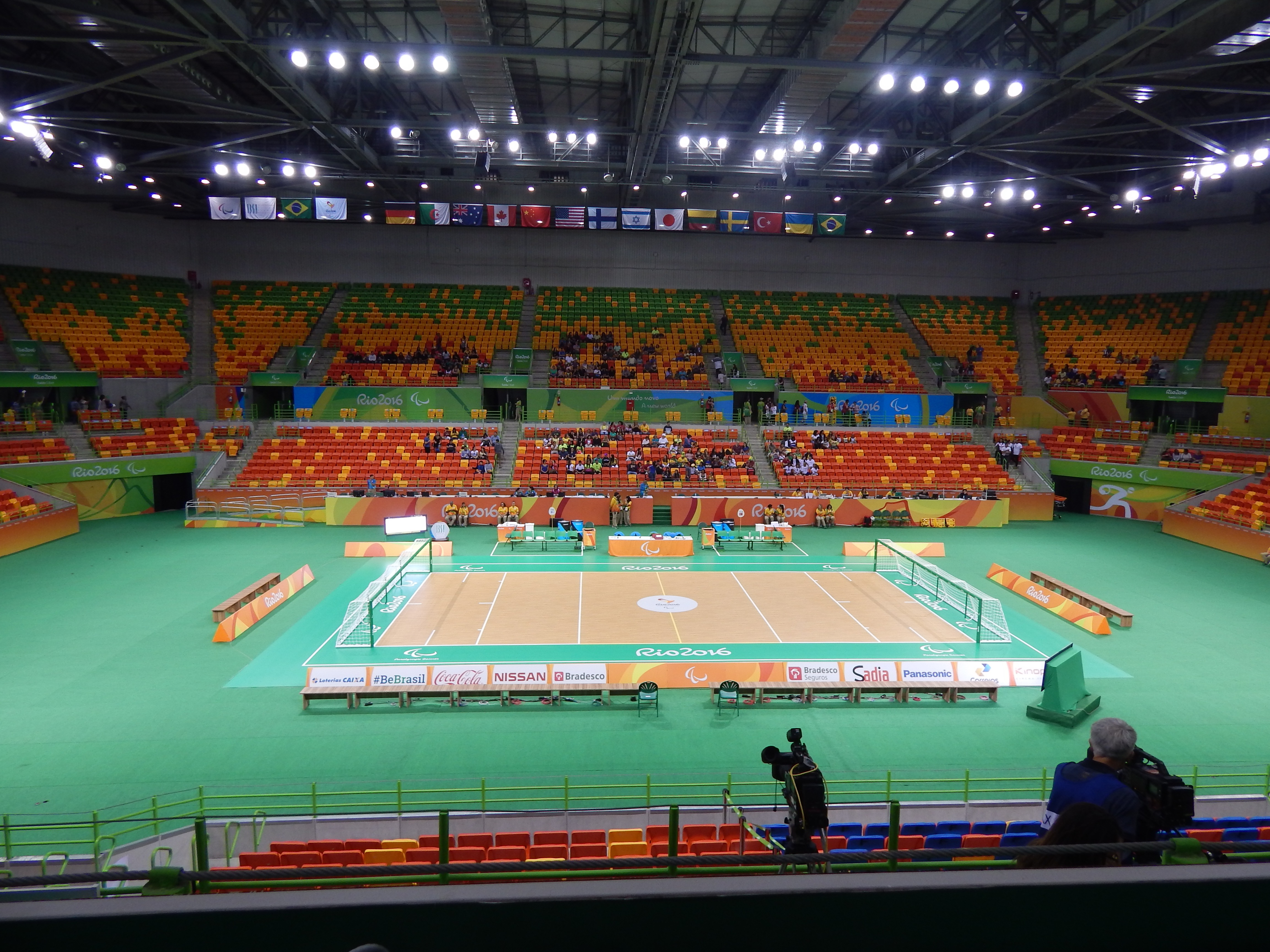
Cancha 9 x 18 metros
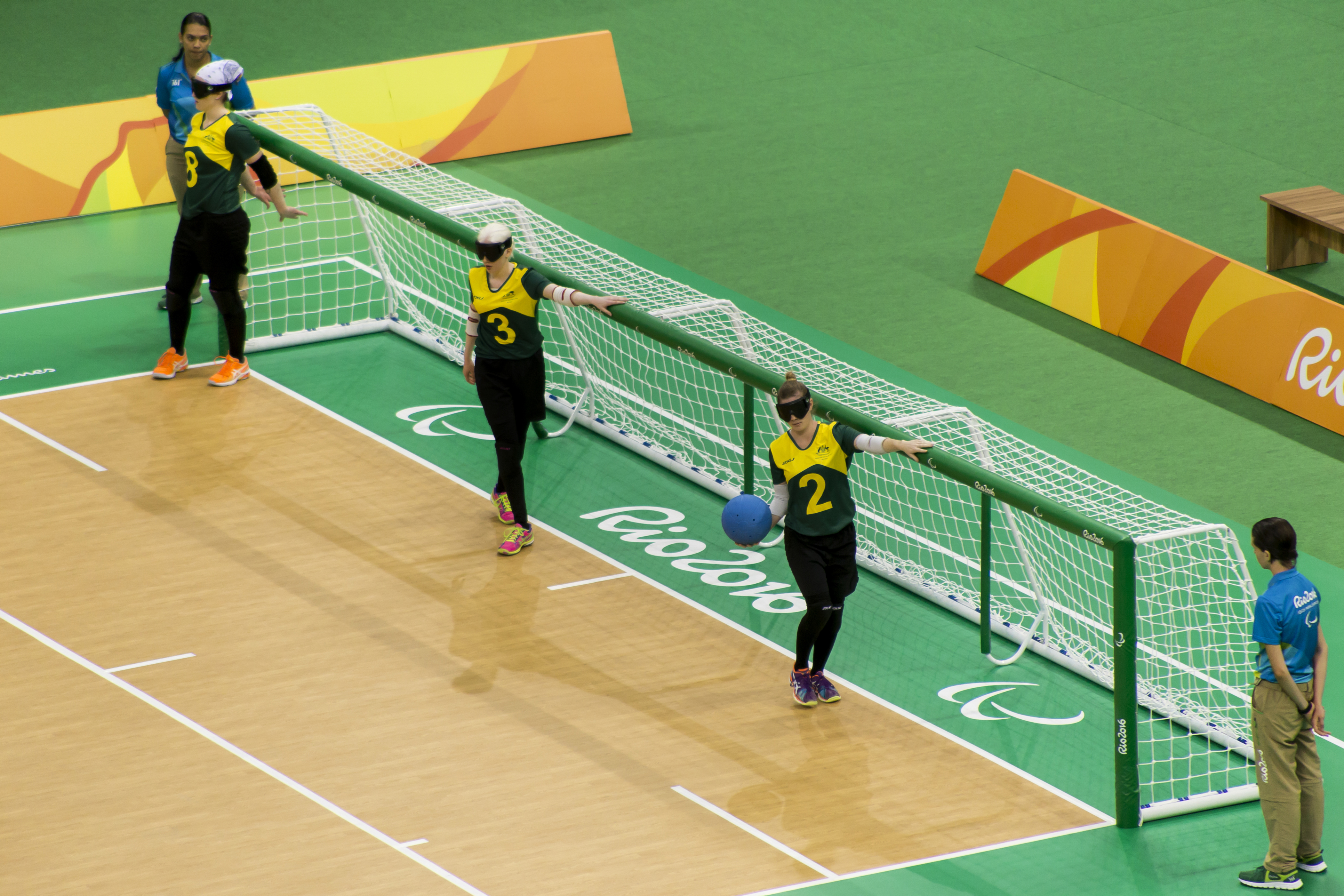
Portería de 9 x 1.3 metros
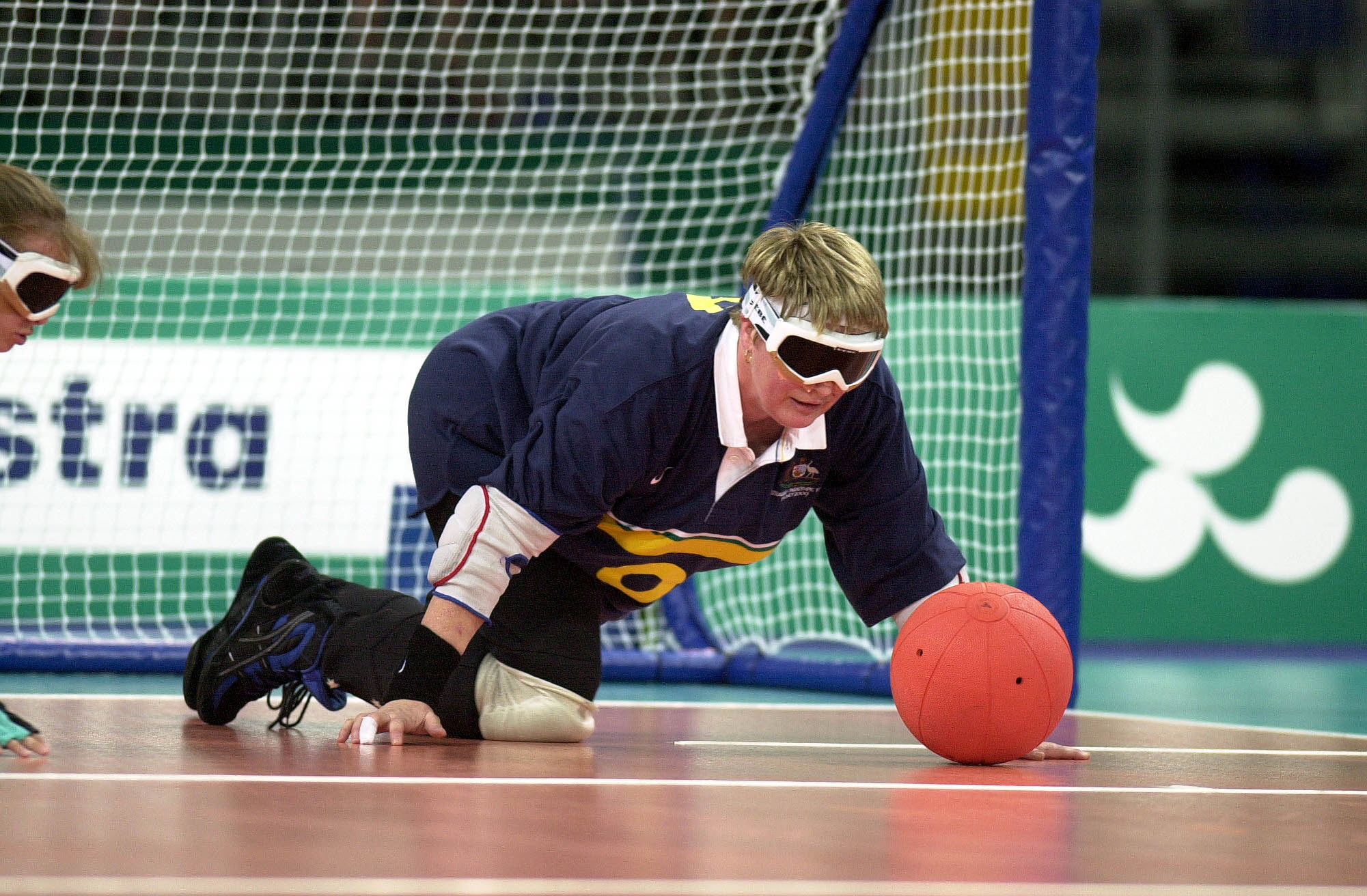
Jugadora con antifaz opaco y pelota  con cascabeles